# Бакр бен Ладен
Бакр бін Мохаммед бін Авад бен Ладен (араб. بكر بن محمد بن عوض بن لادن; нар. 1946) — колишній голова Саудівської групи Binladin, що базується в Джидді, і колишній найбільший акціонер групи з 23,58 % акцій. Він син патріарха сім'ї — Мухаммеда ібн Авада бен Ладена — і зведений брат Усами бен Ладена.

## Кар'єра
Незважаючи на невеликий будівельний сектор регіону, йому вдалося розширити бізнес. У березні фірма об'єдналася з Qatari Diar для створення спільної холдингової компанії, яка, як очікується, матиме величезну базу капіталу. Нове підприємство матиме дві парасольові фірми, одна з яких буде виконувати мегаконтрактні й будівельні роботи в Катарі та решті світу. В даний час він також працює над контрактом на суму 994,6 млн доларів на проєктування та будівництво 30 ділянок у фінансовому районі короля Абдулли, Саудівська Аравія.
У квітні 2018 року Бакр передав свою частку в саудівській групі Binladin уряду Саудівської Аравії.

## Арешт
4 листопада 2017 року Бакр бен Ладен був заарештований у Саудівській Аравії внаслідок проведеної «розправи з корупцією» новим королівським антикорупційним комітетом, і затриманий без суду. Спочатку Бакр був утриманий у The Ritz-Carlton, Ер-Ріяд, а пізніше утримувався у невідомому для громадськості місці. Уряд Саудівської Аравії арештував також віллу, що належить Бакру, з видом на Червоне море.
У січні 2019 року королівство тихо звільнило Бакра бен Ладена разом з кількома іншими видатними затриманими. Серед звільнених, як повідомляється, були Мохаммед аль-Амуді, бізнесмен, який володіє більшою частиною Ефіопії, та Амр Дабаг, колишній міністр уряду, який свого часу очолював Генеральну інвестиційну адміністрацію Саудівської Аравії, мета якої — залучати іноземні інвестиції. Цей крок стався на тлі безпрецедентного глобального тиску королівства та кронпринца Мохаммеда бін Салмана після вбивства саудівськими агентами Джамаля Хашоггі в консульстві країни в Стамбулі.

## Освіта
Бакр бен Ладен 1979 року навчався в коледжі в Університеті Маямі в Корал-Гейблз, штат Флорида, США. 